# Саратовский зооветеринарный институт
Саратовский зооветеринарный институт — высшее учебное заведение, основанное 15 июля 1918 года для подготовки зоотехников и ветеринарных врачей. Реорганизован 18 декабря 1997 года путём присоединения к Саратовскому государственному аграрному университету.

## Основная история

Ветеринарным врачам посвящается

В 1848 году в Дерпте (с 1893 года — Юрьев) была открыта Дерптская ветеринарная школа для подготовки ветеринаров и их помощников. В 1873 году Дерптская ветеринарная школа была реорганизована в Юрьевский ветеринарный институт, для подготовки ветеринаров и магистров ветеринарной медицины. 15 июля 1918 года Юрьевский ветеринарный институт был переведён в город Саратов, где под руководством профессора Ф. К. Караулова был организован Саратовский ветеринарный институт. В первый состав педагогический кадров института входили одиннадцать штатных преподавателей, в том числе профессора: Ф. К. Караулов, Н. Л. Юстов, Д. С. Руженцев, Л. Г. Спасский, Я. Х. Неготин и А. В. Синев, а также учёные из других высших учебных заведений, привлечённые в институт для чтения лекций: А. А. Богомолец, Н. Г. Колосов, В. В. Челинцев, В. С. Вормс и О. В. Гаркави. В 1919 году институт был переведён в здание Саратовского государственного аграрного университета. В 1925 году ректором института был назначен профессор А. Р. Евграфов. 14 июня 1926 года решением Саратовского губисполкома институт был переведён в здание бывшей Саратовской духовной семинарии. 
В структуре института были созданы шесть учебных кабинетов: патологоанатомический, физиологический, сельскохозяйственный, физический, химический и минералогический, в составе педагогических кадров состояло двадцать человек.
3 июня 1930 года Постановлением СНК СССР на базе Саратовского ветеринарного института был создан Саратовский зоотехническо-ветеринарный институт с подчинением его Народному комиссариату земледелия РСФСР. В структуре института были основаны два факультета: ветеринарный и зоотехнический, и десять общеинститутских кафедры: хирургии, эпизоотологии, физиологии, зоогигиены, патанатомии и нормальной анатомии, акушерства, кормления, животноводства и основ марксизма-ленинизма. С 1932 по 1937 год в институте были открыты хирургическая, диагностическая и терапевтическая клиники. С 1941 года в период Великой Отечественной войны главный учебный корпус института был переоборудован для военного госпиталя, основной учебный процесс в институте проходил в его клиниках. С 1941 по 1942 год в институте был введён ускоренный учебный план военного времени с продолжительностью обучения три года и пять месяцев. С 1942 года институтом начали готовиться военные хирурги. В период войны прекратил своё существование музей патологической и нормальной анатомии. 
С 1941 по 1942 год институтом было выпущено: 29 зоотехников и 118 ветеринарных врачей. С 1942 по 1943 году было выпущено 52 специалиста. С 1943 по 1944 год было выпущено 35 специалистов. Всего с 1941 по 1944 год было выпущено 324 врача, из них: 280 ветеринарных и 44 зоотехников. В 1944 году общее количество студентов составляло 397 человек. В 1947 году в институте было открыто заочное отделение. В 1990 году помимо существующих были созданы факультет товароведения и технологический факультет.
В 1994 году Постановлением Правительства Российской Федерации Саратовский государственный зоотехническо-ветеринарный институт был переименован в Саратовскую академию ветеринарной медицины и биотехнологии. 18 декабря 1997 года Постановлением Правительства Российской Федерации № 1570 и приказа Министерства сельского хозяйства и продовольствия Российской Федерации № 220 Саратовская академия ветеринарной медицины и биотехнологии была реорганизована и объединена с Саратовским государственным аграрным университетом. В структуре факультета создано семь кафедр: болезни животных и ветеринарно-санитарная экспертиза, кормление, зоогигиена и аквакультура, микробиология, биотехнология и химия, морфология, патология животных и биология, технологии продуктов питания и технология производства и переработки продукции животноводства. Педагогический состав включает в себя сто двадцать преподавателей, из которых тридцать имеют учёное звание профессора и учёную степень доктора медицинских наук, а восемьдесят два человека — учёную степень кандидата медицинских наук. За время существования института им было выпущено более 20000 врачей, подготовлено более 300 кандидатов и 50 докторов наук.
В 2010 году был открыт памятник ветеринарам, скульптор Степанов В.В. Надпись на табличке: «Ветеринарным врачам, оберегающим человечество, посвящается»

## Здания для зооветеринарного института
В 1935-1936 годах был построен комплекс зданий для зооветеринарного института по адресу: Большая Садовая улица 220, угол Соколовая улица 335, архитекторы В.П. Дыбов и Д.В. Карпов, стиль конструктивизм. Памятник архитектуры регионального значения состоит из главного корпуса с колоннадой и учебных корпусов. Позднее в 1970е годы было построено здание вдоль улицы Соколовая.

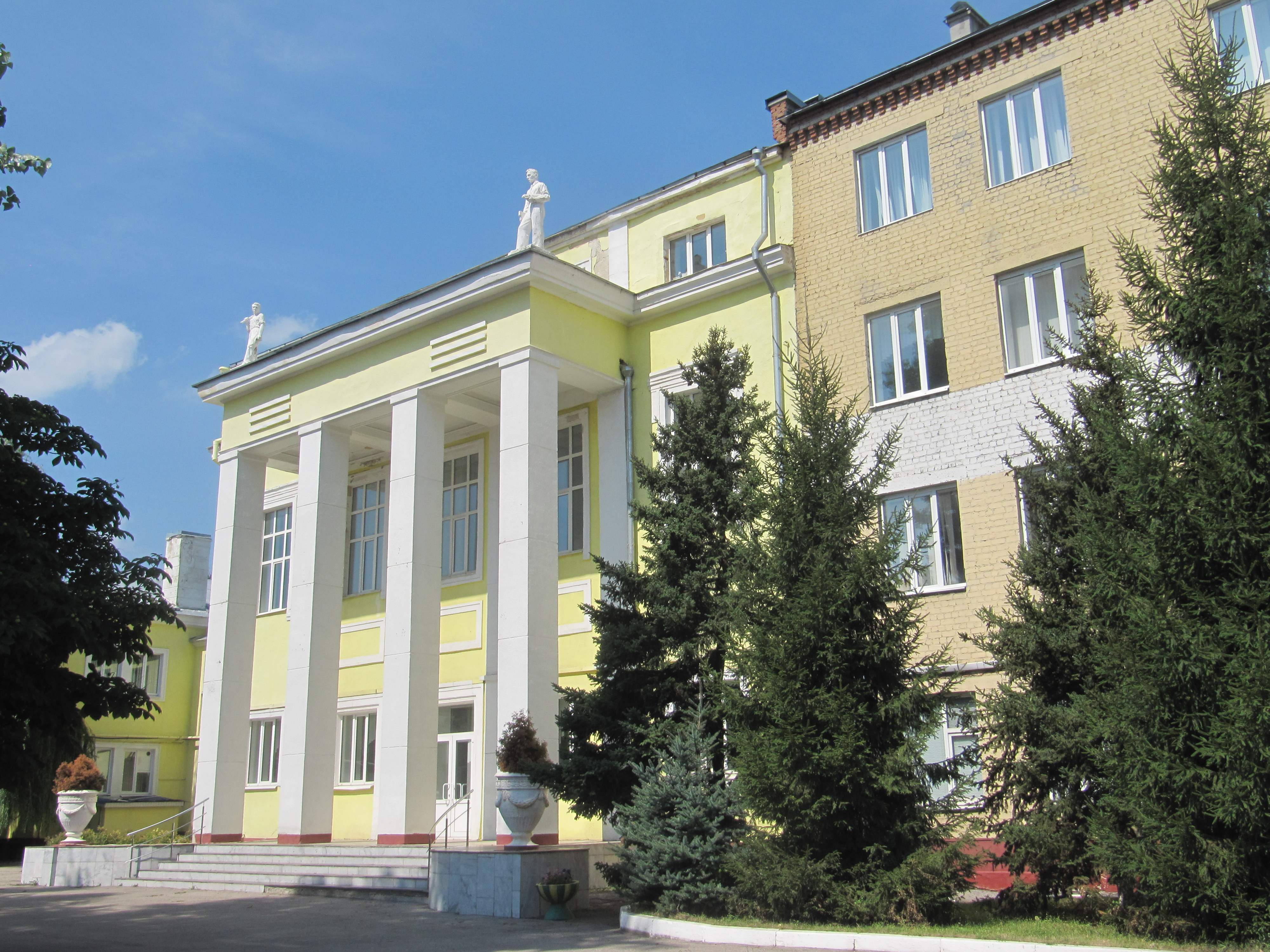
Колоннада
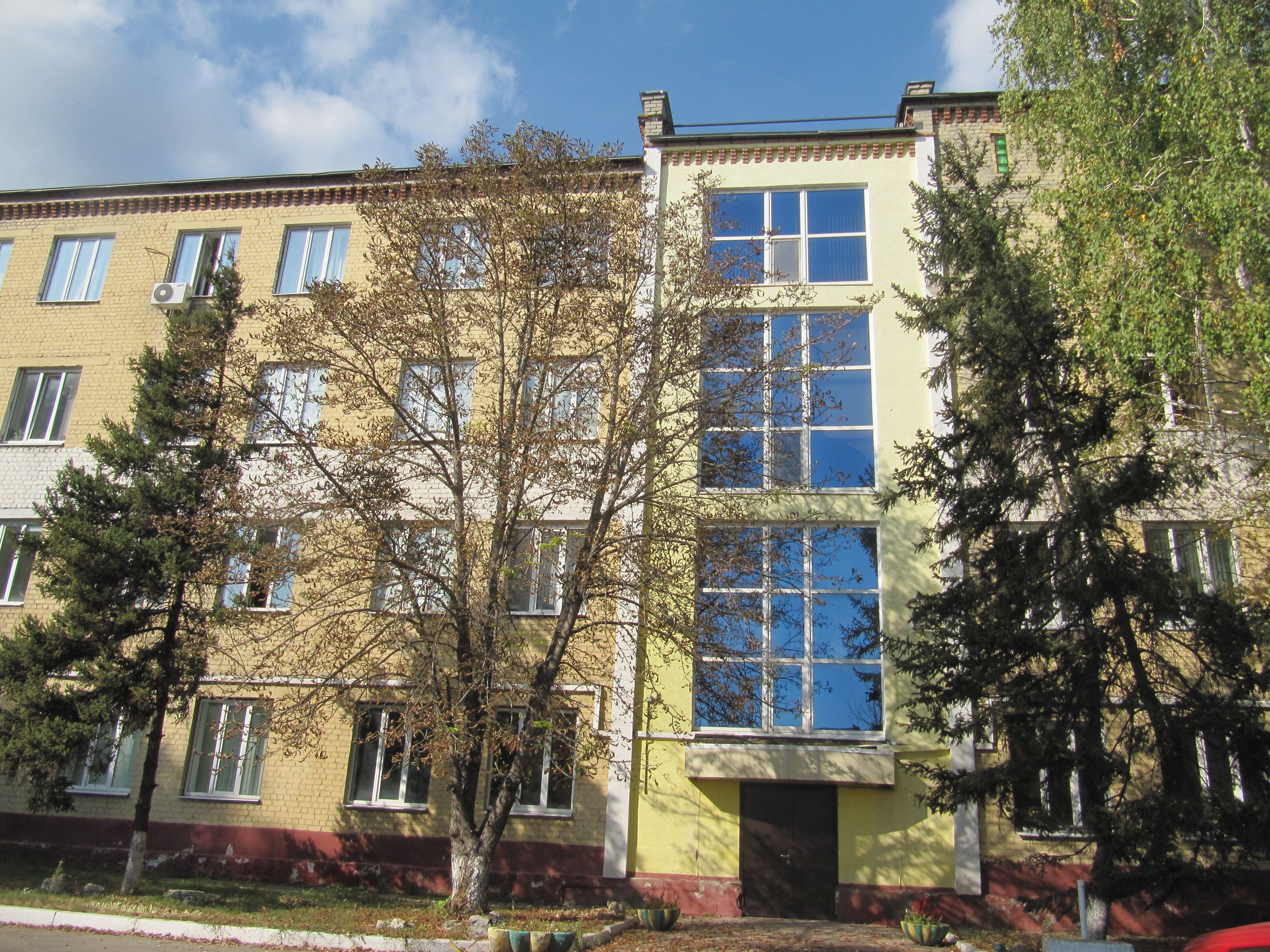
Вход
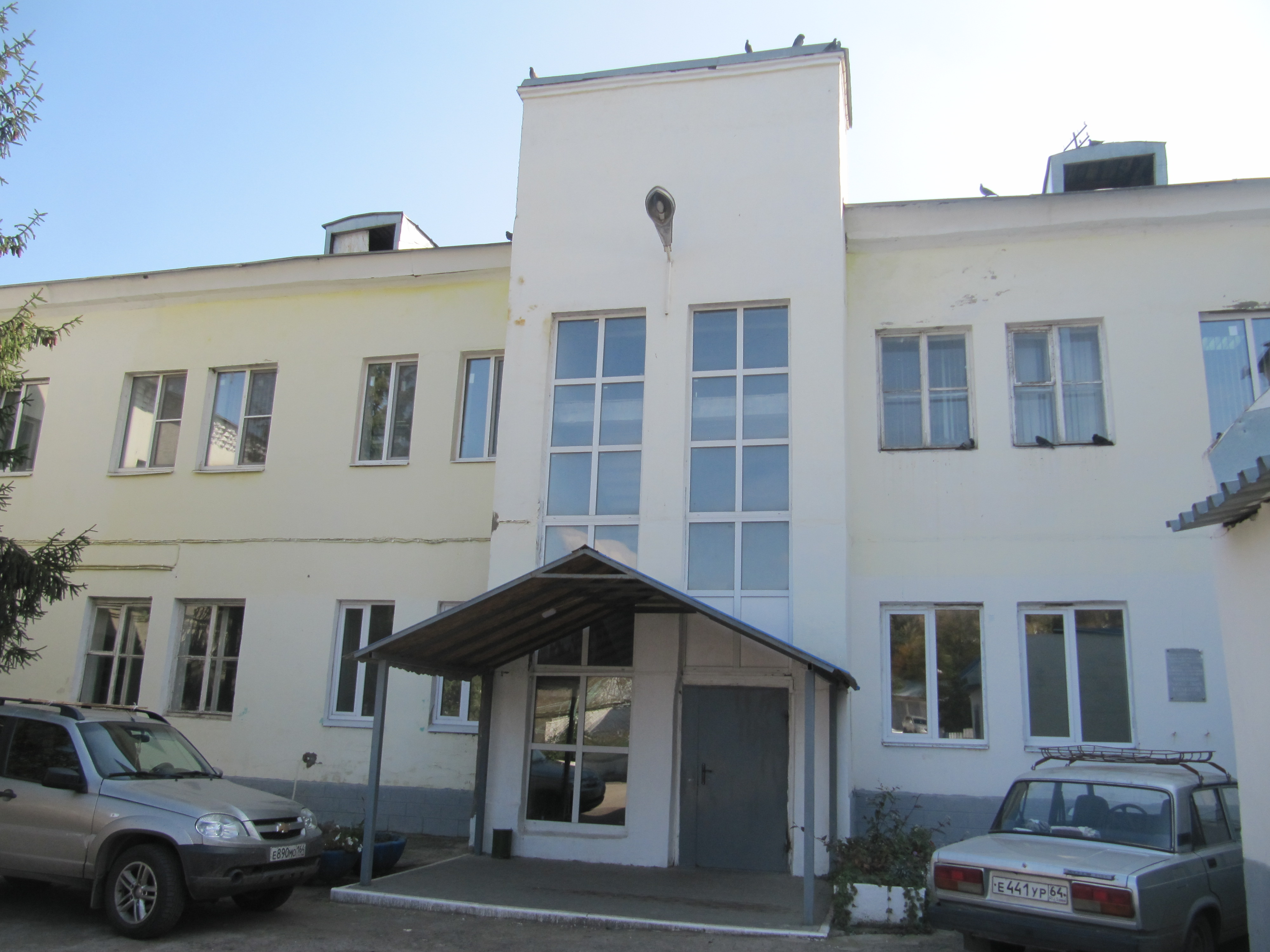
Учебный корпус
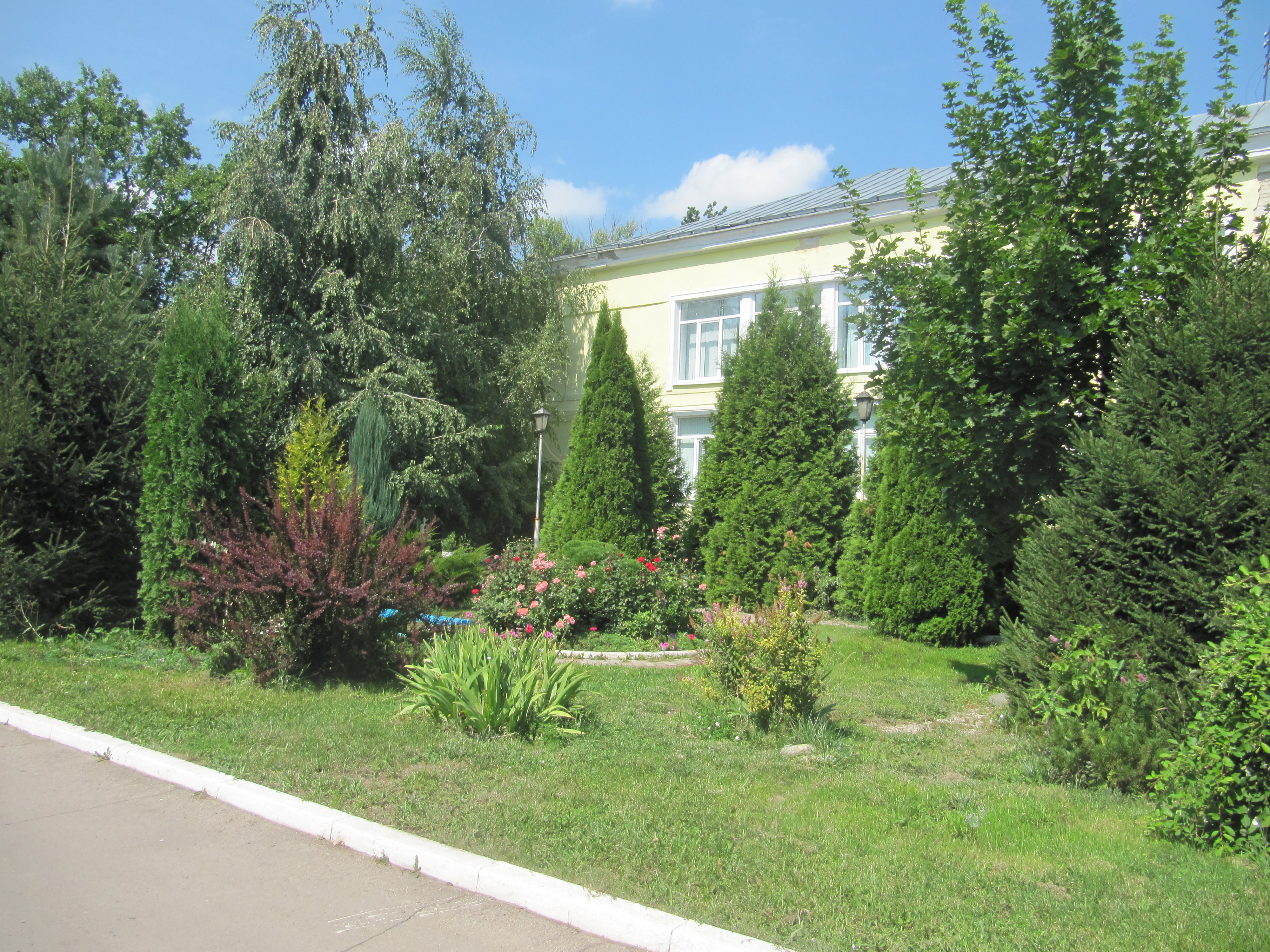
Цветник
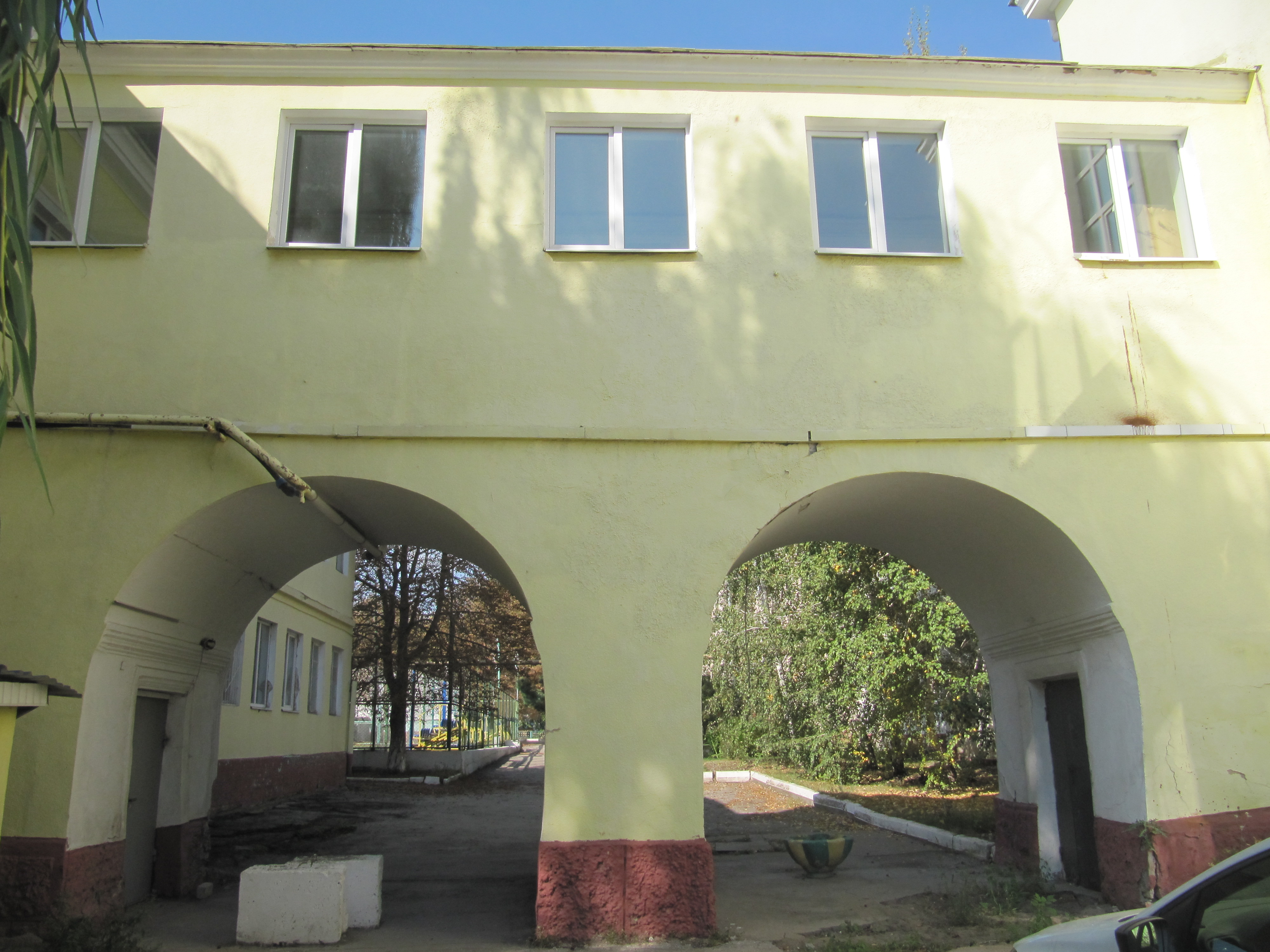
Аркада
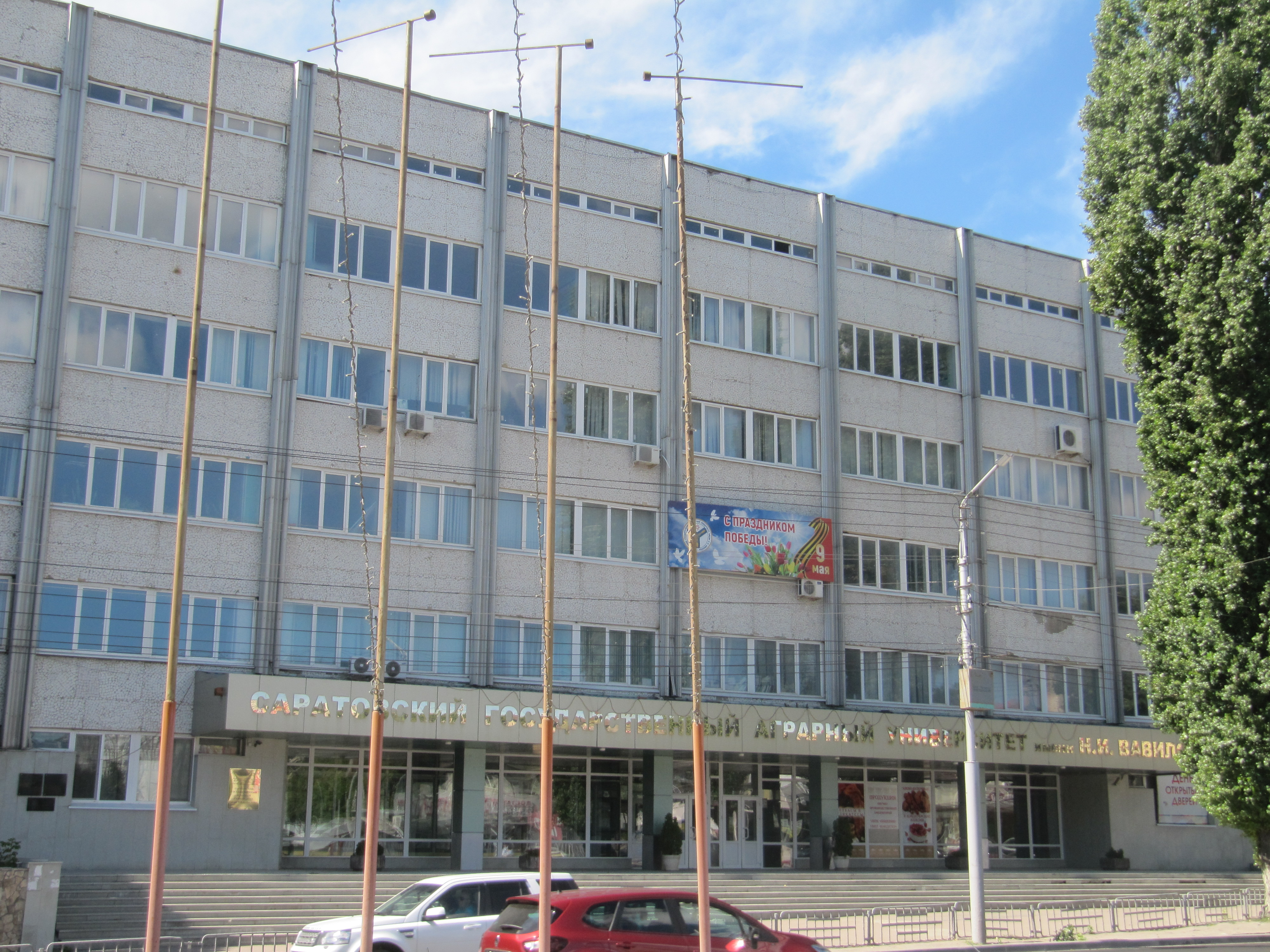
Соколовая улица 335

## Руководство
- Караулов, Фёдор Васильевич (1918—1925)
- Евграфов, Алексей Романович (1925—1930)
- Костерин, Василий Евграфович (1930—1937)
- Колесов, Александр Михайлович (1950—1968)

## Известные преподаватели
- Богомолец, Александр Александрович[2][3]
- Швецов, Анатолий Павлович[2][3]
- Чигуряева, Анастасия Андреевна[2][3]
- Чиров, Павел Абрамович[6]
- Попов, Николай Петрович[3]

## Известные выпускники
- Красненьков, Михаил Михайлович[7]
- Горбунов, Иван Никифорович[8]
- Мурзагалиев, Халил[9]
- Захаров, Виктор Николаевич[2][3]
- Дегтярёв, Владимир Павлович — доктор биологических наук, профессор, академик РАН и РАСХН[10]
- Дорожкин, Василий Иванович — доктор биологических наук, профессор, академик РАН[11]
- Ларионов, Сергей Васильевич — доктор ветеринарных наук, профессор, член-корреспондент РАСХН и РАН[12]
- Тучемский, Лев Ипполитович — доктор сельскохозяйственных наук, профессор, член-корреспондент РАСХН и РАН[13]
- Укбаев, Хисемидулла Ысхакович — доктор сельскохозяйственных наук, профессор, академик НАН РК[14]
- Болдырев, Владимир Михайлович — Заслуженный ветеринарный врач БАССР, лауреат Госпремии СССР[15]
- Полецков, Владимир Никитович — председатель Кемеровского облисполкома и депутат Совета Союза Верховного Совета СССР[15]
- Чуб, Михаил Ильич[3]